# Philippe Maystadt
Philippe Maystadt, né le 14 mars 1948 à Petit-Rechain (Verviers) et mort le 7 décembre 2017, est un homme politique belge. Membre du Parti social chrétien (PSC), qu'il préside de 1998 à 1999, il est notamment vice-Premier ministre de Belgique de 1986 à 1988 et de nouveau de 1995 à 1998, date à laquelle il est fait ministre d'État, puis président de la Banque européenne d'investissement (BEI) de 2000 à 2011.

## Biographie

### Premières années
La famille Maystadt loue à Petit-Rechain le logement voisin de la famille Wathelet. Auguste Maystadt, le père, est ingénieur. La crise du textile, le secteur qui l'emploie, porte la famille vers Couvin avant de se fixer à Farciennes, dans le Hainaut où sévissent la crise charbonnière et peu après la crise de la sidérurgie, deux piliers de l'économie hennuyère. L'environnement hennuyer n'est pas moins hostile que Verviers : affecté par les périodes de chômage, le père réussit à faire vivre sa famille. Son fils s'implique dans le Patro. Chez les Jésuites du Collège du Sacré-Cœur de Charleroi, il se révèle bon élève et à la fin de l'adolescence il rallie les Facultés catholiques de Namur. À l'époque, le père est sans emploi et le fils ne peut se payer Louvain. Il finira par y aller, à la grande université catholique encore basée en Flandre. À 22 ans, il cumule les titres de docteur en droit et licencié en sciences économiques. Sitôt diplômé, il devient assistant à l'université catholique de Louvain et plus tard, trouve le temps de décrocher une candidature en philosophie et lettres de l'université catholique de Louvain et un Master of Arts en administration publique de la Claremont Graduate University, à Claremont, dans la banlieue de Los Angeles. En 1970, il se marie et en 1989, il devient professeur à l'université catholique de Louvain.

### Carrière politique
À l'université, Philippe Maystadt se prend de sympathie pour le mouvement régionaliste et sa sensibilité sociale le porte ensuite à renifler du côté du Parti socialiste. Scolarisé par les Jésuites, diplômé de Louvain et fils d'un militant au Parti social-chrétien, il n'est pas accueilli au sein de la Fédération des socialistes de Charleroi. Il se met alors dans les pas de son père, au côté gauche du PSC, dans le mouvement qu'on appelle Démocratie chrétienne. Sa carrière démarre en septembre 1974 quand il rejoint le cabinet du carolo Alfred Califice et devient ministre de l'Emploi et des Affaires wallonnes jusqu'en 1977. En 1977, Maystadt est le dauphin de Califice sur Charleroi et se fait élire à la Chambre des représentants où, ayant rallié la prestigieuse Commission des finances, il n'hésite pas à quereller ses aînés, fussent-ils ministres. C'est en interne surtout que Maystadt commence à marquer les esprits : en 1978-1979, il est secrétaire politique du PSC. En octobre 1979, le président du PSC Paul Vanden Boeynants lui offre un poste de secrétaire d'État chargé de l'Économie wallonne au sein du premier gouvernement de Wilfried Martens qui ne dure que quatre mois. Après six mois de purgatoire et soutenu par la Démocratie chrétienne au sein de laquelle il a pris de l'ampleur, il est embarqué dans le gouvernement Martens IV en tant que ministre de la Fonction publique et de la Politique scientifique, chargé de la coordination de la Politique de l'Environnement (1980-1981). De 1981 à 1985, il est ministre ministre du Budget, de la Politique scientifique et du Plan. Ministre des Affaires économiques de 1985 à 1988, il est fait vice-Premier ministre en 1986. En 1988, il hérite enfin du ministère des Finances qu'il colonisera jusqu'en 1998. Il hérite aussi du Commerce extérieur de 1995 à 1998.   
À lui seul, Wilfried Martens engrange trois grandes réformes institutionnelles de l'État, le 8 aout 1980 avec la création de la Région wallonne et de la Région flamande, en 1988 par l'approfondissement des compétences régionales et le 12 janvier 1989 par la création de la Région bruxelloise. Malgré la fibre régionaliste de sa jeunesse, Philippe Maystadt se tient à l'écart des débats houleux qui précèdent la gestation de ces réformes et agacent l'opinion : ses attributions le portent sur d'autres fronts.

### Ses fonctions régionales
De 1977 à 1980, il est membre du Conseil culturel de la Communauté culturelle française et de 1978 à 1979, membre du Conseil économique régional de Wallonie (CERW). En tant que secrétaire d'État à la Région wallonne, adjoint au ministre de la Région wallonne en 1979 et 1980, il prépare la réforme institutionnelle de l'État de 1980. Enfin, de 1980 à 1995, il est membre du Conseil de la Communauté française. 

### Un pédagogue
Les années Martens sont marquées d'un déficit budgétaire énorme, d'une dette publique colossale et d'une économie souffreteuse. Le socio-économique - avec plus tard la préparation de l'Euro -, voilà le terrain de jeu de Philippe Maystadt, un terrain ingrat qui fera parfois douter de son engagement à gauche. L'austérité éreinte le pays, mais lui est invincible et reste archi-populaire. Il fait de la politique sans donner l'impression d'en faire et montre à l'opinion belge le visage apaisant du sage. C'est un professeur doté d'un sens de la pédagogie hors du commun : quand il défend la politique d'assainissement des gouvernements Martens et Dehaene, l'opinion le comprend. De 1989 à 2015, il est professeur à l'Université catholique de Louvain. 

#### Grand argentier belge
Parmi ses fonctions ministérielles, Philippe Maystadt laisse l'empreinte la plus marquante comme titulaire du maroquin des Finances. De 1988 à 1998, il est le pilier de la politique financière et économique de la Belgique. Par la loi du 7 décembre 1988, il allège le poids fiscal sur les personnes physiques. La loi du 4 décembre 1990 révise en profondeur le statut bancaires, modernise les marchés financiers et crée la Commission bancaire et financière. En 1991, en duo avec le gouverneur de la BNB, il fait émerger deux holdings publics faîtiers, la CGER et le Crédit communal. Enfin, la loi du 22 mars 1993 impose l'indépendance de la BNB par rapport au gouvernement. 

#### L'euro en vue

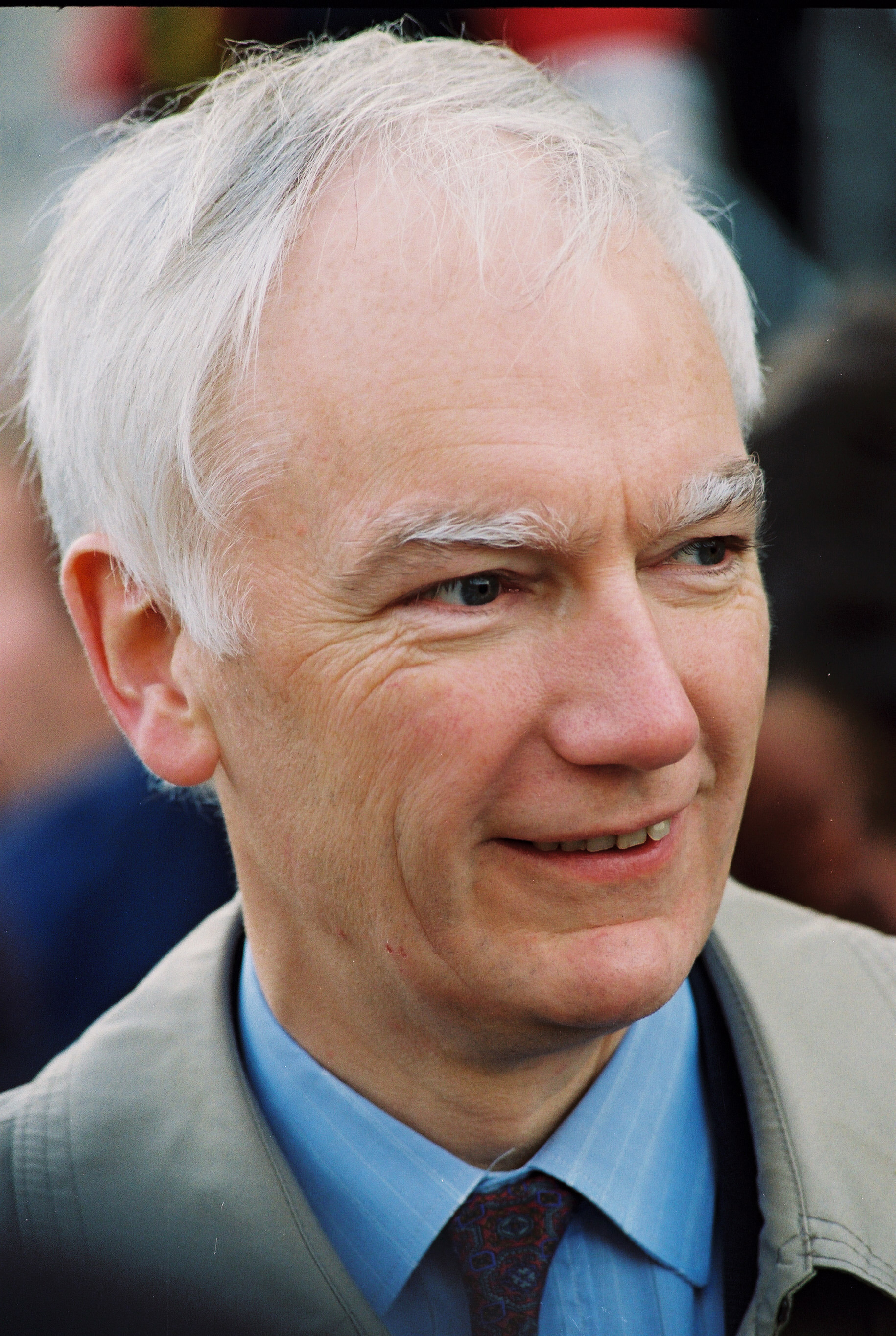
Philippe Maystadt en 1993

La réduction de la dette publique est un autre objectif : il est reconnu pour avoir mis en place plusieurs innovations majeures au sein de l'administration du Trésor, lancé les obligations linéaires (OLO) et drainé l'épargne des particuliers grâce aux dix-huit "emprunts Philippe".  
En 1990, agissant en tandem avec le gouverneur de la Banque nationale, il décide d'arrimer le franc belge au mark allemand, un choix à replacer dans le contexte d'unification monétaire européenne. 
La Belgique choisit l'euro et, pendant dix ans, Philippe Maystadt va jouer un rôle majeur dans ce processus, guidé par l'objectif de faire monter la Belgique dans le premier wagon des États membres qui adopteront la monnaie unique le 1er janvier 1999. Sans remords, en 1993, il s'engage auprès du Premier ministre Jean-Luc Dehaene pour le lancement du Plan global, vaste et douloureux plan d'assainissement des finances publiques. 
Fort de sa longue expérience, reconnue par ses pairs au sein du Conseil européen des Ministres des finances (Ecofin), Maystadt s'investit énormément et joue un rôle important dans l'élaboration des textes  - le Traité de Maastricht et le Pacte de stabilité et de croissance - qui déboucheront sur l'Union monétaire et la naissance de l'euro. Il insistera pourtant, avec moins de succès, pour que la politique monétaire s'accompagne d'une véritable politique économique européenne, celle qui précisément fera cruellement défaut dans les années 2000, plongeant l'Union européenne dans une crise sans précédent en 2008.   

### Les années difficiles  du PSC
En décembre 1995, le PSC entre en crise et devant les sondages en vrille, Maystadt en accepte enfin la présidence en mars 1998. Il en rafraîchit en peu de temps le programme, mais son parti ne peut éviter d'être laminé aux élections de 1999. Maystadt s'efface sur un échec, mais la mission était tout simplement impossible.  

### Sa vocation européenne et internationale

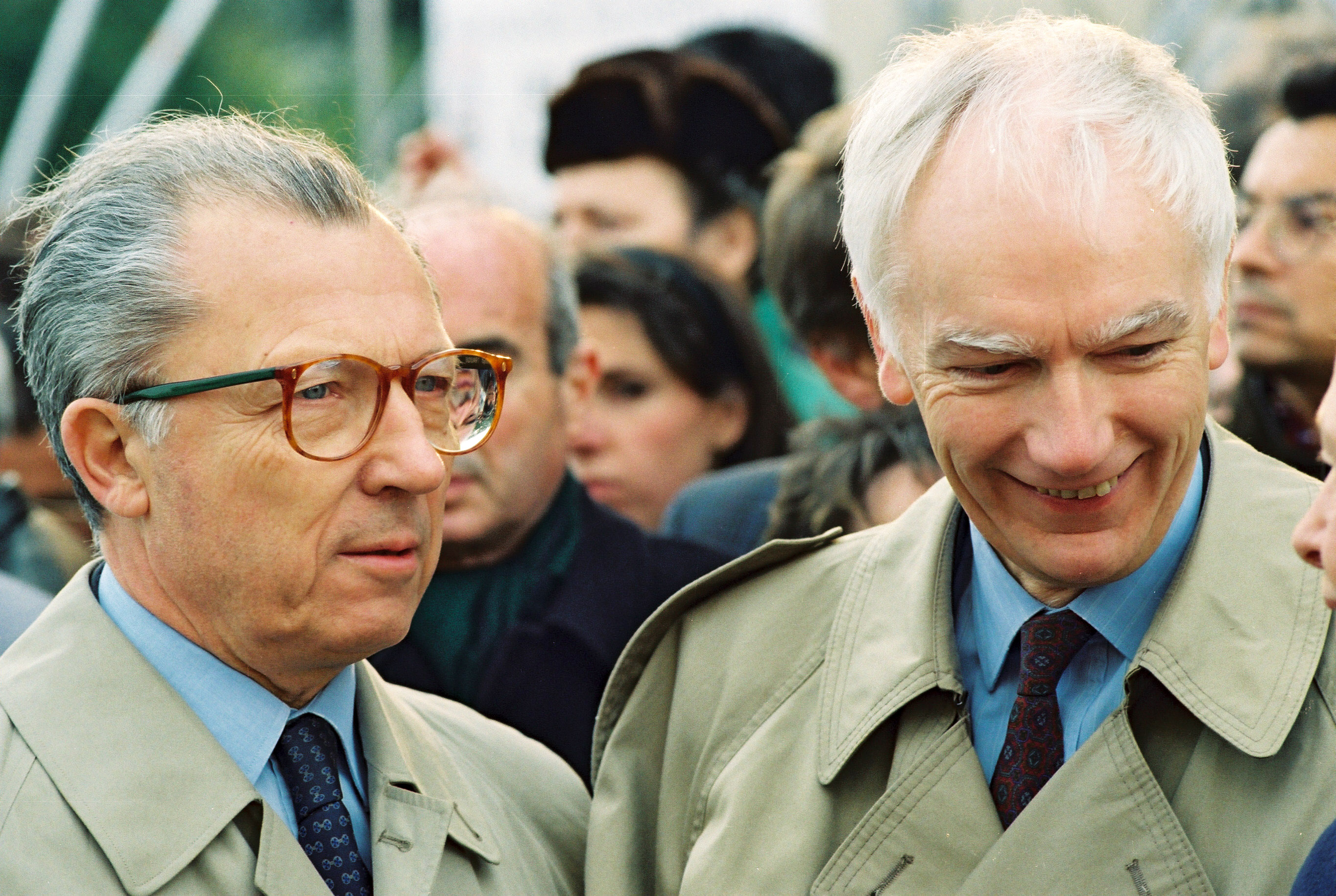
Philippe Maystadt (à droite) avec Jacques Delors, Président de la Commission européenne, en 1993.

En 1998-1999, Maystadt est membre de la Chambre des représentants, ministre d'État le 17 juillet 1998 et sénateur élu directement par le collège électoral francophone du 13 juin au 31 décembre 1999. Mais lassé du poto-poto belgo-belge, il rêve d'un avenir international et se voit commissaire européen. La présidence de la Banque européenne pour la reconstruction et le développement lui a échappé en 1997. On le cite partout (FMI, Banque centrale européenne, etc) mais lui ne va nulle part, ses compétences sont pourtant reconnues jusqu'au plus hauts cénacles. 
Entre septembre 1993 et octobre 1998, il préside le Comité intérimaire du FMI. En mars 2000 enfin, il prend la barre de la Banque européenne d'investissement (BEI) qu'il occupera jusqu'en décembre 2011. Il s'y investit autant qu'il s'investit à défendre le projet européen.

## Fonctions et activités diverses
Libéré de sa charge en 2011, Philippe Maystadt ne reste pas inactif et ne le sera jamais. De 2014 à 2017, il est président du conseil d'administration de l'ARES (Académie de Recherche et d'Enseignement Supérieur qui chapeaute l'enseignement supérieur francophone) et de 2015 à 2017 , il préside le CIFE (Centre international de formation européenne). Il s'investit dans la confection du Pacte d'excellence pour améliorer l'efficacité de l'enseignement en Communauté française de Belgique. Il s'exprime dans la presse, participe aux débats, prend la plume aussi, jusqu'au bout. En 2008, avait paru "Comprendre l'économie. Le marché et l'État à l'heure de la mondialisation" ; s'y ajoutent en 2012 "Europe : le continent perdu", en 2015 "L'Euro en question(s)" et en 2017 "Des lieux et des moments. Comment on décide en politique" sorti en librairie sept mois avant sa mort.

## Dernière étape de son parcours
En 2012 - il vient de terminer son mandat à la BEI - après une interview bilan de sa vie de ministre, d'homme politique et de patron d'une institution publique, à la question de la journaliste « Qu'aimeriez-vous qu'il soit écrit sur votre tombe ? », il répond « La question se pose puisque je vais bientôt mourir ». Il promet à la journaliste qu'il accordera « le moment venu » son interview posthume. 
Talonné par la mort, il transmet avec passion ses valeurs, son amour de la vie, sa confiance dans la jeunesse, ses idées en matière d'économie (la réindustrialisation de l'Europe), d'enseignement (le pacte d'excellence), de bonne gestion de la planète (le Pacte climat), etc. Une semaine avant sa mort, il écrit « Si j'avais pu vivre plus longtemps, c'est à la rénovation de la social-démocratie que j'aurais souhaité consacrer l'essentiel de mes réflexions ». À la question « Croyez-vous qu'il y a quelque chose après la mort ? », il répond « Non, rien. C'est ce qui me rend serein ». Il meurt le 7 décembre 2017, emporté par une maladie respiratoire.

## Distinctions
- Grand-croix de l'ordre de la Couronne (Belgique): en mai 2003[17];
- Citoyen d'honneur de Liège: 2012[18];
- Commandeur du Mérite wallon (C.M.W.): le 14 décembre 2017.